# Atelier (film)
Atelier er en dansk børnefilm fra 2017 instrueret af Elsa María Jakobsdóttir.

## Handling
En ung kvinde er på selvhjælpsmission i et enormt, utopisk hus midt i en øde skov. Alt hun behøver er fred og ro, men stilheden brydes pludselig, da en fremmed kvinde uventet dukker op. De to kvinders modstridende livssyn kolliderer og skuffede forventninger bliver til bitter magtkamp.

## Medvirkende
- Rosalinde Mynster
- Anna Rothlin
- Oscar Töringe
- Marijana Jankovic